# Festival du film de Jérusalem

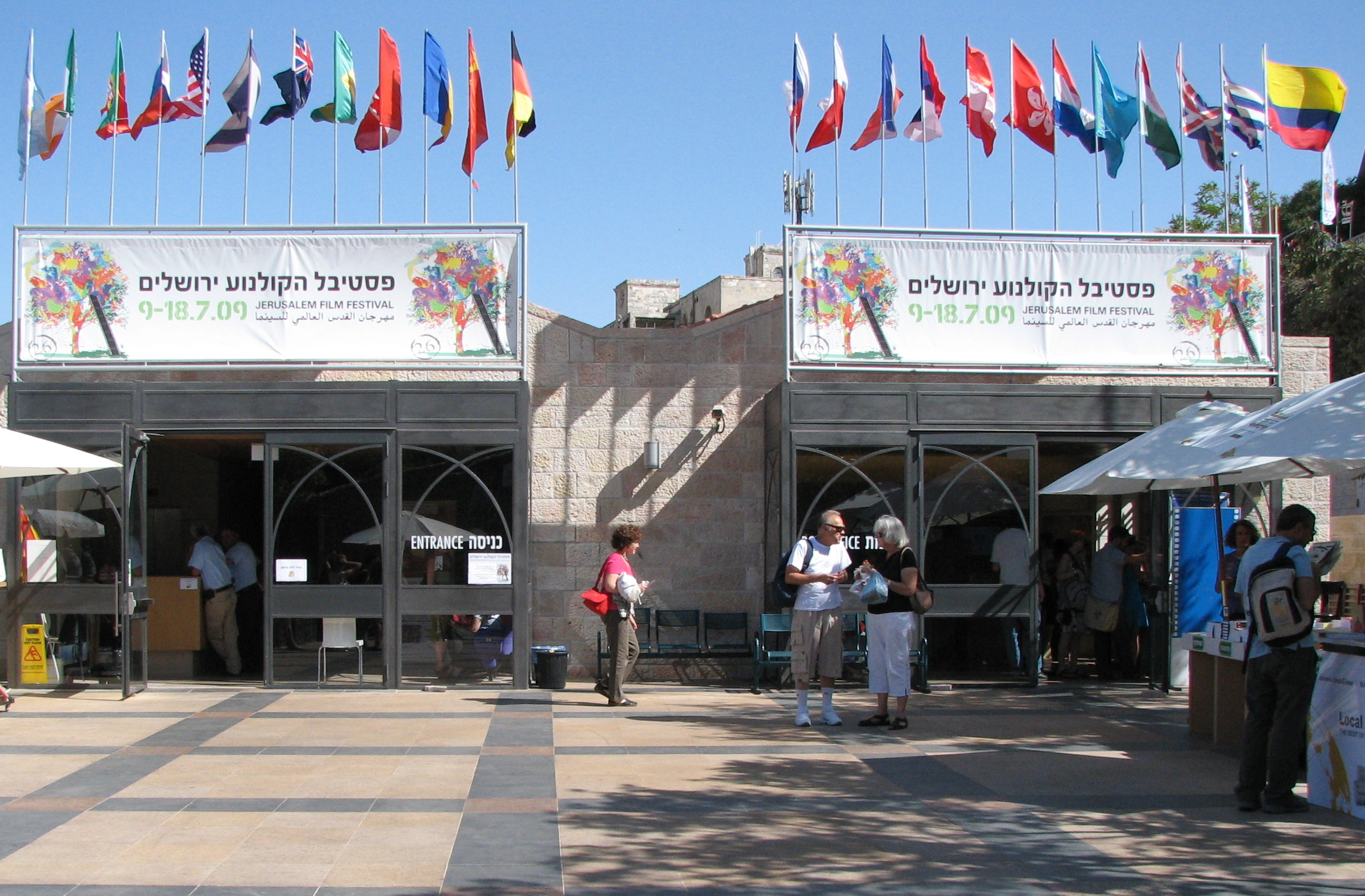
photo du festival du film a Jérusalem de 2009.

Le Festival du film de Jérusalem est un festival international, lancé en 1984 par Lia van Leer. Il se déroule chaque année en juillet, à Jérusalem, lors de projections en plein air dans l'espace de la Piscine du Sultan. Depuis 1999 le festival a lieu à la Cinémathèque de Jérusalem.

## Palmarès
- 1984 :
- 1989 : Green Fields de Yitzchak Jeshurun
- 1990 : Last Love Affair Laura Adler d'Abraham Heffner
- 1991 : Shuru de Savi Gabizon
- 1992 : Amazing Grace (Hessed Mufla) d'Amos Guttman
- 1993 : Dummy dans un cercle d'Aner Preminger
- 1994 : La Distance de Dan Wolman
- 1995 : Under the Domim Tree d'Eli Cohen et Love Sick de Savi Gabizon
- 1996 : Western Eyes Under de Joseph Pichhadze
- 1997 : Afula Express de July Shles
- 1998 : Jour après jour d'Amos Gitaï
- 1999 : Les Amis de Yana d'Arik Kaplun
- 2000 : Besame Mucho de Joseph Pitchhadze et Sœur étrangère de Dan Wolman
- 2001 : Mariage tardif de Dover Kosashvili
- 2002 : Broken Wings de Nir Bergman
- 2003 : A very sad comedy de Savi Gabizon
- 2004 : Atash - Thirst de Tawfik Abu Wael et Or de Keren Yedaya
- 2005 : What a Wonderful Place de Eyal Halfon
- 2006 : Dead End de Dror Sabo
- 2007 : La Visite de la fanfare de Eran Kolirin
- 2008 : Les Sept Jours de Ronit Elkabetz et Shlomi Elkabetz
- 2009 : Ajami de Scandar Copti et Yaron Shani
- 2010 : Illégal de Nir Bergman
- 2011 : Le Policier de Nadav Lapid
- 2012 : Sharqiya (Aquí y allá) d'Ami Livne
- 2013 : Jeunesse de Tom Shoval
- 2016 : Exil de Rithy Panh et Hooligan Sparrow de Nanfu Wang